# Région des Western Downs

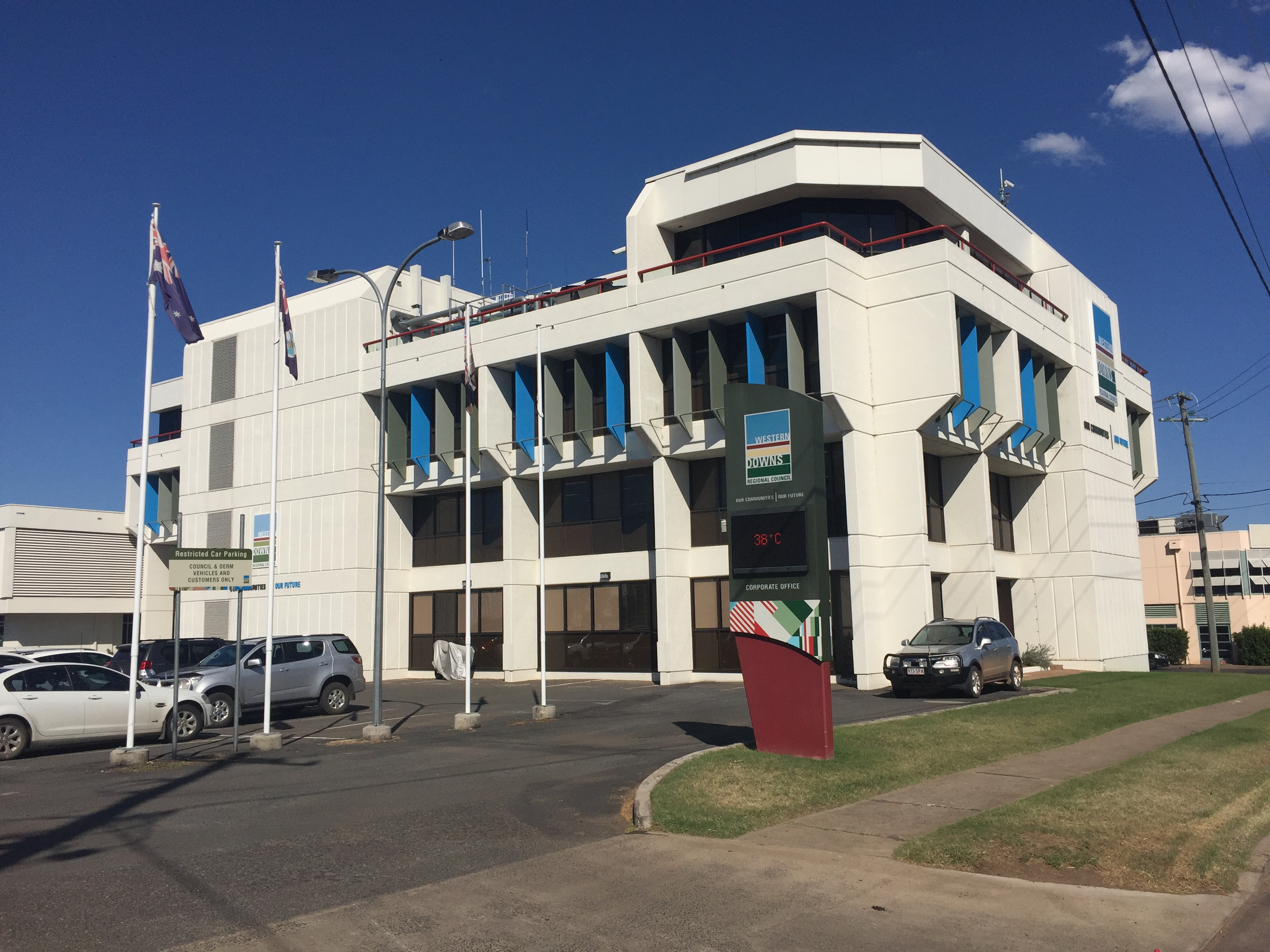
Le siège de l'administration de la région de Western Downs à Dalby.

La région des Western Downs (en anglais : Western Downs Region) est une zone d'administration locale située dans l'État du Queensland, en Australie, dont le siège est Dalby.

## Géographie
La région s'étend sur 38 039 km2 dans les Darling Downs, au sud-est du Queensland.
Elle comprend la ville de Dalby, ainsi que les localités de Bell, Brigalow, Chinchilla, Condamine (en), Drillham, Dulacca, Jandowae, Jimbour, Kaimkillenbun, Kogan, Miles, Moonie, Tara, The Gums, Wandoan et Warra.

## Histoire
La région est créée sous le nom de « région de Dalby » le 15 mars 2008 par la fusion de la ville de Dalby avec les comtés de Chinchilla, Murilla, Tara
et Wambo ainsi que d'une partie de celui de Taroom. Elle prend son nom actuel le 12 août 2009.

## Démographie
| 2011   | 2016   | 2021   |
| ------ | ------ | ------ |
| 31 590 | 33 444 | 33 843 |

## Politique et administration
Le conseil comprend le maire et dix autres membres, élus pour un mandat de quatre ans. Les dernières élections ont eu lieu les 28 mars 2020 et 16 mars 2024.

### Liste des maires
| Période    | Période   | Identité      | Étiquette   | Qualité |
| ---------- | --------- | ------------- | ----------- | ------- |
| 2008       | 2016      | Ray Brown     | Indépendant |         |
| avril 2016 | mars 2024 | Paul McVeigh, | Indépendant |         |
| mars 2024  | en cours  | Andrew Smith  | Indépendant |         |

La zone est rattachée à la circonscription de Maranoa pour les élections fédérales et à celles de Callide et Warrego pour les élections à l'Assemblée législative du Queensland.